# Erikslund, Salems kommun
Erikslund, även kallad Gipparestugan, var ett torp under Hallinge i Salems socken i Stockholms län.
I folkmun kallades Erikslund för ”Gipparestugan” efter arbetaren Karl Abraham Andersson. Han bodde i Erikslund mellan 1878 och 1921 . Andersson kallades Gipparegubben efter sin vana att säga ”Ja, nu ska jag väl gippa mej hemåt”. Enligt svensk akademisk ordbok, betyder ordet gippa att fara upp, kastas upp eller vippa. Ordet hänger sannolikt samman med ordet guppa.
Erikslund var en enkelstuga som uppfördes under 1800-talets första hälft. Enligt socknens husförhörslängd, var det den avskedade båtsmannen Erik Boberg och hans hustru och dotter som var de första som bodde i Erikslund. Familjen flyttade in 1825. Då kom de närmast från båtsmanstorpet Hundra i Salems socken.
Byggnaden revs ca 1930. Salems hembygdsförening har satt upp en torpskylt som markerar läget för torpet.